# Санабар Парфянский
Санабар Парфянский был правителем Парфянской империи с ок. 50 до 65 года. У него были соперники на престол. О Санабаре известно немногое, за исключением нескольких монет, свидетельствующих о его правлении в качестве парфянского царя со столицей в городе Мерве в течение пятнадцати лет. Этим мы во многом обязаны датам, известным по некоторым монетам Санабара. Он был соперником Готарза II Парфянина (годы правления 40-51), Вонона II Парфянского (год правления 51), Вологеза I Парфянского (годы правления 51—78) и Вардана II Парфянского (годы правления 55—58).